# Clavella chiloensis
Clavella chiloensis is een eenoogkreeftjessoort uit de familie van de Lernaeopodidae. De wetenschappelijke naam van de soort is voor het eerst geldig gepubliceerd in 1994 door Castro-Romero.